# بربران
بربران هي قرية في مقاطعة أرومية، إيران. يقدر عدد سكانها بـ 173 نسمة بحسب إحصاء 2016.